# Nereu Graballos
Nereu Graballos nasceu em São Paulo no dia 26/11/1959 e faleceu no dia 01/12/2013. Iniciou seus treinos de kung fu/wushu no ano de 1975 e se formou na Academia Sino brasileira de kung fu com o Grão Mestre Chan Kowk Wai.

## Histórico
- Realizou cursos de aperfeiçoamento técnico em Beijing e Taiwan.
- Trabalhou durante 20 anos na organização e administração do wushu no Brasil e nas Américas.
- Dentre outras homenagens, recebeu o título Hall of Fame da USA? Wushu Kungfu Federation no ano de 2000 pelos trabalhos prestados ao esporte nas Américas.
- Vice-presidente da Panamerican Wushu Federation.
- Vinculou o wushu junto ao Comitê Olímpico Brasileiro e ao Ministério dos Esportes.
- Especializou-se em Sanda (combate sanshou). Atualmente, sua equipe é a mais forte das Américas. Em 20 anos como treinador formou vários atletas de boa qualidade técnica.
- Alguns nomes e principais títulos: Eduardo Fujihira (campeão mundial kuoshu 75 kg, Taiwan e campeão mundial sanda 80 kg, Armênia); Yoshihide Takahashi (campeão pan-americano nankun, EUA); Marcelino Mendes (vice campeão mundial kuoshu 65 kg, Taiwan);
- André Assis (vice campeão mundial sanda 85 kg, Armênia); Francisco?D´Urbano (campeão pan-americano sanda 65 kg, México). Os atletas Emerson Almeida (3o colocado nos Jogos Olímpicos de Beijing 2008 como esporte demonstrativo) e Roberto Neves, enviados pelo Prof. Nelson Pompei para aprimoramento técnico, ganharam no Sanda King (competição profissional da China).

## Equipe de professores sob orientação do Mestre Nereu Graballos
- Eduardo Fujihira, Yoshihide Takahashi - São Paulo, SP
- Emerson Almeida - Cordeirópolis, SP
- Marcus Vinicius Alves, Enrique Ortega - Campinas, SP
- Éverton Ap. Rodrigues - Ribeirão Preto, SP
- Fábio Albuquerque - Recife, PE
- Francisco D’Urbano, André Polo - Jundiaí, SP
- Marcelino Mendes, Cícero Gonçalves e Julio Saraiva - Fortaleza, CE
- Marcelo Antunes - Rio de Janeiro, RJ
- Montgomery Muniz, Kwame de Mello, Luiz Robson Moura, Eptácio Ouriques, Eduardo de Castro - Brasília, DF
- Nelson Pompei, Julio César Mafra, André Assunção - Limeira, SP
- Vinícius Corrêa - Joinville, SC